# Hell Girl (película)
Hell Girl es una película estadounidense de terror de 2019, dirigida y escrita por Lawrence Riggins, musicalizada por Nathan Vann Walton, en la fotografía estuvo Edd Lukas y los protagonistas son Tom Sizemore, Tara Westwood y Greg Gastelum, entre otros. El filme fue producido por Branded Films, Transcendent Entertainment y Tri-Fold Pictures; se estrenó el 2 de abril de 2019.

## Sinopsis
Una criatura diabólica deja embarazada a una mujer. 160 años más tarde, un grupo que caza fantasmas se da cuenta de que uno de sus compañeros es descendiente de ese demonio, entonces, se juntan con el espíritu de la madre para eliminar al demonio y volver todo a la normalidad.